# Villingsbergs skjutfält

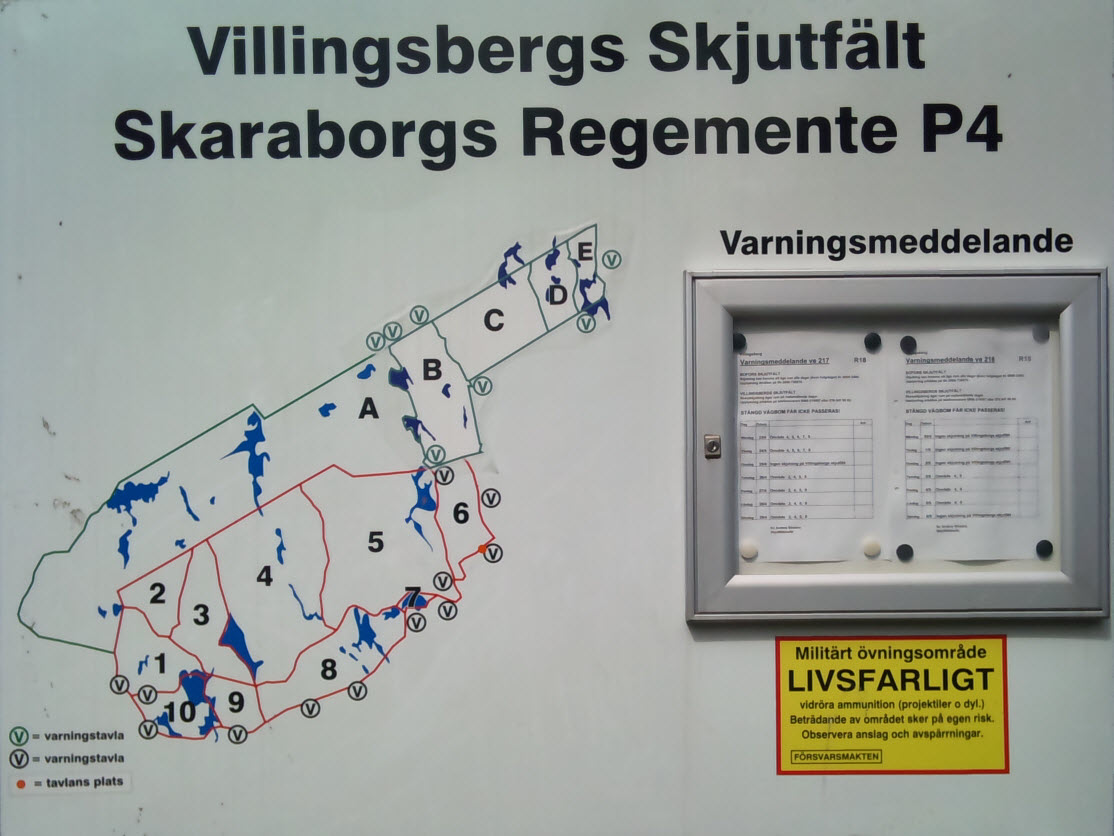
Karta över Villingsbergs- och Bofors skjutfält

Villingsbergs skjutfält är ett militärt övnings- och skjutfält som är beläget cirka 10 km öster om Karlskoga och 34 km väster om Örebro och ligger inom Karlskoga kommun, Lekebergs kommun och Örebro kommun. Skjutfältet ligger i Örebro län och i landskapet Närke och sträcker sig i nordöstlig riktning och ligger i precis anslutning till Bofors skjutfält. 

## Historik
Skjutfältet anlades 1943, dels genom inköp av Villingsbergs herrgård, men även genom att ett stort antal mindre skogsbruk införlivades med skjutfältet, som slutligen kom att omfatta cirka 11.300 hektar. Skjutfältet förlades till Villingsberg dels för att 1942 års försvarsbeslut föreslog att Bergslagens artilleriregemente (A 9) skulle bildas och förläggas till Kristinehamn och dels för att ge Livregementets grenadjärer (I 3) i Örebro bättre övningsmöjligheter, eftersom infanteriet tillfördes Granatkastare m/41 som krävde ett större skjutområde.
När Villingsbergs skjutfält användes som mest var flera haubitsbataljoner hänvisade till fältet, vanligen ur Svea artilleriregemente (A 1) och Bergslagens artilleriregemente (A 9). Även Vaxholms kustartilleriregemente (KA 1) övade för samverkan och skjutning mot mål på land. På fältet har även granatkastarkompanier ur Värmlands regemente (I 2) och Livregementets grenadjärer (I 3) samverkat med artilleriet. Även jägargranatkastarplutoner ur Livregementets husarer (K 3) har övat på fältet.
Genom försvarsbeslutet 2004 beslutades att A 9 skulle samlokaliseras med Norrbottens regemente (I 19) inom Bodens garnison från den 1 januari 2005. Genom att A 9 omlokaliserades övergick förvaltningen av fältet till Skaraborgs regemente (P 4). Efter att A 9 omlokaliserades används fältet främst av Livregementets husarer (K 3), Skaraborgs regemente (P 4) samt Örebro-Värmlandsgruppen.
Under hösten 2008 pågick ett pilotprojekt inom hemvärnet där Örebro-Värmlandsgruppen på prov genomförde en direktutbildning (GSU) till gruppens insatsförband. Förläggning och utbildning var förlagda till Villingsbergslägret. Liknande försök genomfördes även av Västernorrlandsgruppen. Direktutbildningen till Hemvärnet har sedan dess blivit permanent och Örebro-Värmlandsgruppen utbildar årligen i Villingsberg en pluton till sina insatsförband.
I slutet av 2014 föreslog Försvarsmakten att omlokalisera Örebro-Värmlandsgruppen från 2016 till Villingsbergs skjutfält. Flytten är dock framskjuten till hösten 2020. Inom Örebro garnison är förbandsledningen för Örebro-Värmlandsgruppen samlokaliserad med Försvarsmaktens telekommunikations- och informationssystemförband (FMTIS).
Den 14 maj 2019 överlämnade Försvarsberedningen sin slutrapport till regeringen, där man föreslog hur det militära försvaret skulle utvecklas åren 2021–2025. Försvarsberedningen föreslog bland annat att artilleriutbildning skulle etableras i Kristinehamn och i Villingsberg. Försvarsmakten gjorde en analys av försvarsberedningens slutrapport "Värnkraft", där även Försvarsmakten föreslog att artilleriutbildning skulle utökas. Dock ansåg Försvarsmakten att Skövde garnison med Villingsbergs skjutfält skulle ligga som grund för utbildning av artilleriförband i södra Sverige. Det vill säga Försvarsmakten delade inte Försvarsberedningen syn på att återetablera artilleriet i Kristinehamn. Den 7 juli 2020 meddelade regeringen att man begärde in kompletterande budgetunderlag för 2021 från Försvarsmakten. I uppdraget skulle Försvarsmakten justera budgetunderlaget för 2021, med bland annat att en divisionsartilleribataljon med eldrörsartilleri skulle förläggas från 2021 till Kristinehamn och Villingsberg. Kristinehamn pekades ut som utbildningsort och Villingsberg som skjutfält. Regeringens mål var att etableringen påbörjas i perioden 2021–2025 och nå full kapacitet innan 2030. Den 17 juli 2020 svarade Försvarsmakten på regeringens uppdrag, där man gällande grundorganisationen föreslog att förlägga artilleriutbildningen helt till Villingsberg, framför en delad förläggning med Kristinehamn, då Villingsberg till stora delar redan har en befintlig infrastruktur, skjutfält, förläggningsplatser och utbildningslokaler som kan motsvara utbildningens omfattning. I Kristinehamn föreligger risker kring miljötillstånd avseende skjut- och övningsverksamhet samt att det tidigare garnisonsområdet ägs av privat aktör och därmed används för andra ändamål. I det fall en etablering i Kristinehamn ska genomföras, ansåg Försvarsmakten att ett realiserbart förslag först måste konkretiseras, vilket de själva kan redovisa inför budgetunderlaget 2022.
I samband med den återetablering som gjordes av Bergslagens artilleriregemente kom skjutfältet och dess utbildningsläger att anpassas. Det då grundutbildningen av artillerister från augusti 2024 flyttas från Skövde till Villingsberg. Vid Villingsberg har en ny 100 meters skjutbana anlagts, samt att lägret har byggts ut med både nya byggnader samt temporära.

## Verksamhet
Under åren 1943–1945 uppfördes skogshuggarläger på ett antal områden på skjutfältet. Dessa läger utgjordes av förläggningsbaracker, stall och förrådsbodar och beboddes av de skogshuggare som avverkade och röjde fältet från skog. År 1945 övertogs dessa läger av armén, där Livregementets grenadjärer övertog läger vid Axsjön, Björktjärn, Dammen samt Ymningshyttan. Berslagens artilleriregemente hade ett liknande läger vid Bäcksände, norr om Kärmen. Lägren nyttjades av bataljons- och äldre kompanibefäl i samband med skjutövningar. År 1957 lämnades flertalet av dessa läger för istället förlägga verksamhet till Dammenlägret eller Villingsbergslägret. År 1976 stod två anläggningar med permanenta värnsystem färdiga vid Kroktjärnområdet. Gäddtjärn med sydlig skjutriktning och Hällsjömossen med västlig skjutriktning och med skjutavstånd på upp till 1.000 meter. Kroktjärnområdet har för infanteriet varit det mest frekventa området, då det med sin överskådlighet medgav realistiska stridsskjutningar i kompanistorlek. Under mitten av 2000-talet invigdes en ny skjutbana, Bergets skjutbana, vilken ersatte de skjutbanor som fanns i Karlstad, Kristinehamn och Örebro.

### Villingsbergslägret
Villingsbergslägret är ett utbildningsläger som ligger i den södra delen av fältet utmed E18 och sjön Stora Villingen. Lägret har fungerat som läger för Bergslagens artilleriregemente (senare Artilleriregementet) och Artilleriets stridsskola (ArtSS), men även för gästande förband. Lägret var åren 1948–1966 under sommarhalvåret förläggning till Artilleriskjutskolan. Även om Artilleriflygskolan åren 1947–1956 var förlagd till Villingsbergslägret, så utgick deras övningsverksamhet från Karlskoga flygplats. Villingsbergslägret har efter hand byggts ut och byggdes ut till ett så kallat "övningsläger typ 1", vilket bland annat innebar att en militärrestaurang uppfördes och invigdes 1989.
| Beteckning | Namn                           | Aktiv     | Kommentar                                     |
| ---------- | ------------------------------ | --------- | --------------------------------------------- |
| ArtSS      | Artilleriskjutskolan           | 1942–1967 | Omlokaliserades 1967 till Älvdalens skjutfält |
| ArtflygS   | Artilleriflygskolan            | 1947–1956 | Omlokaliserades 1956 till Kristianstad        |
| K 3        | Livregementets husarer         | 2016–2019 | Utbildningsskvadron, Arboga skvadron          |
| MR V       | Västra militärregionen         | 2020–2024 | Utbildningskompani, Näs kompani               |
| A 9        | Bergslagens artilleriregemente | 2024–     | Utbildningskompani, Noraskogs kompani         |

### Grenadjärlägret Dammen
Grenadjärlägret Dammen eller Östra Dammenlägret även bara Dammenlägret, var ett läger som låg på den östra delen av fältet, i nära anslutning till Storstenshöjden och ca 3  km från Garphyttan. Lägret var Livregementets grenadjärers förläggning och låg i nära anslutning till dess olika skjutplatser på skjutfältet. År 1957 övergav Livregementets grenadjärer sina läger, bland annat Axsjölägret, för att istället koncentrera resurserna till ett lägerområde vid Dammen och Björktjärn, som fick det officiella namnet Dammen. Vägar iordningställdes, ett stort antal baracker från beredskapstiden tillfördes, samt att en omfattande elektrifiering gjordes av området. År 1967 fick lägret en fast tillsynsman, som sköte servicen av lägret. Utbyggnaden av lägret stod klar 1974, då ett sanitetshus med toaletter och duschar togs i bruk. Lägret hade då en kapacitet att rymma en repetitionsövningsbataljon på 1.000 man. Efter att värnpliktsutbildningen upphörde 1992 vid Livregementets grenadjärer, samt att repetitionsutbildningen av värnpliktiga reducerades under slutet av 1990-talet, kom Dammenlägret stå tomt större delen av året. Den sista större övningen som lägret användes, var vid en större arméövning våren 1998. Hösten 2002 beslutades det att lägret skulle rivas. Kvar av lägret finns endast vägsystemet, där vägen genom lägret utgörs av huvudvägen genom skjutfältet ner till Villingsbergslägret. Det gamla Axsjölägret finns kvar i form av Kilsbergsgården.

### SAAB Bofors Test Center
SAAB Bofors Test Center ligger nordväst om Villingsbergs skjutfält och anses vara norra Europas största privata skjutfält.

## Geografi
Villingsbergs skjutfält ligger i Närke med en mindre del i Värmland. Landskapsgränsen mellan Värmland och Närke går mitt i Våtsjön (sydväst om byn Villingsberg) i mer eller mindre nord-sydlig riktning. Skjutfältet följer från öster till norr de gamla häradsgränserna, vilka även utgör landskapsgränsen mellan Närke och Värmland. Huvuddelen av skjutfältet ligger inom Edsbergs härad, vilket gör att skjutfält och läger ligger i landskapet Närke. Bara en mindre del av skjutfältets sydöstliga delar ligger i Värmland, området runt Kringelhult, ligger i landskapet Värmland, vilket motsvarar cirka 5% av skjutfältet areal.
Skjutfältet utgörs av ett kargt skogslandskap, som domineras av 50-årig barrskog, som möter Sydsveriges lövskogar och slättbygder. Området (som har till stor del en karaktär av vildmark) hyser stam av både lodjur och varg. Även observationer av björn och även vildsvin har gjorts. Inom skjutfältet finns ett Natura 2000-område, "Trangärdet" som också är ett naturreservat. Området utgörs av ett myrkomplex med småsjöar och skogsholmar. Tre fågelarter som finns i området pekas ut i EU:s fågeldirektiv: bivråk, fiskgjuse och grönbena.

## Galleri

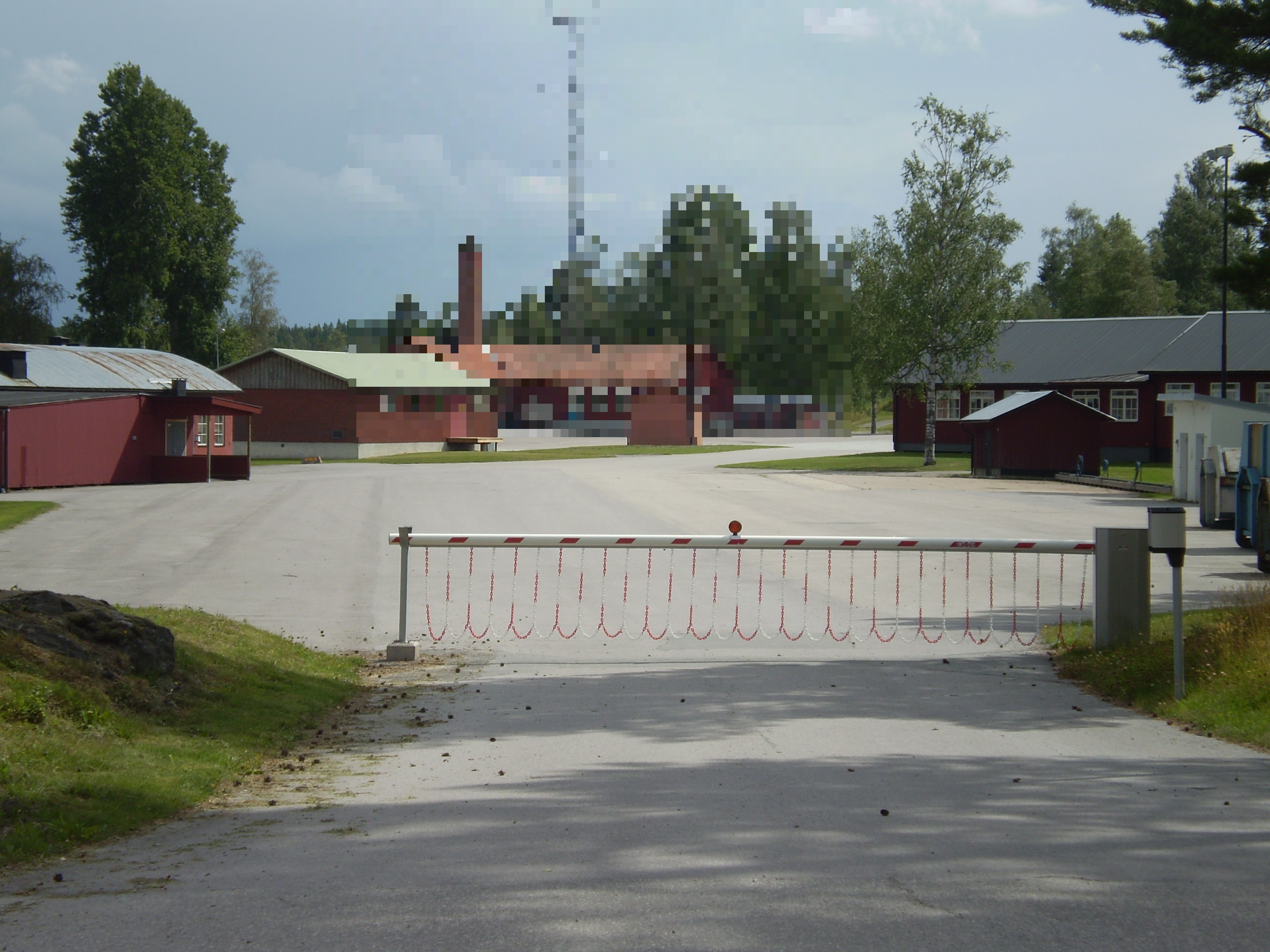
Vy över lägret
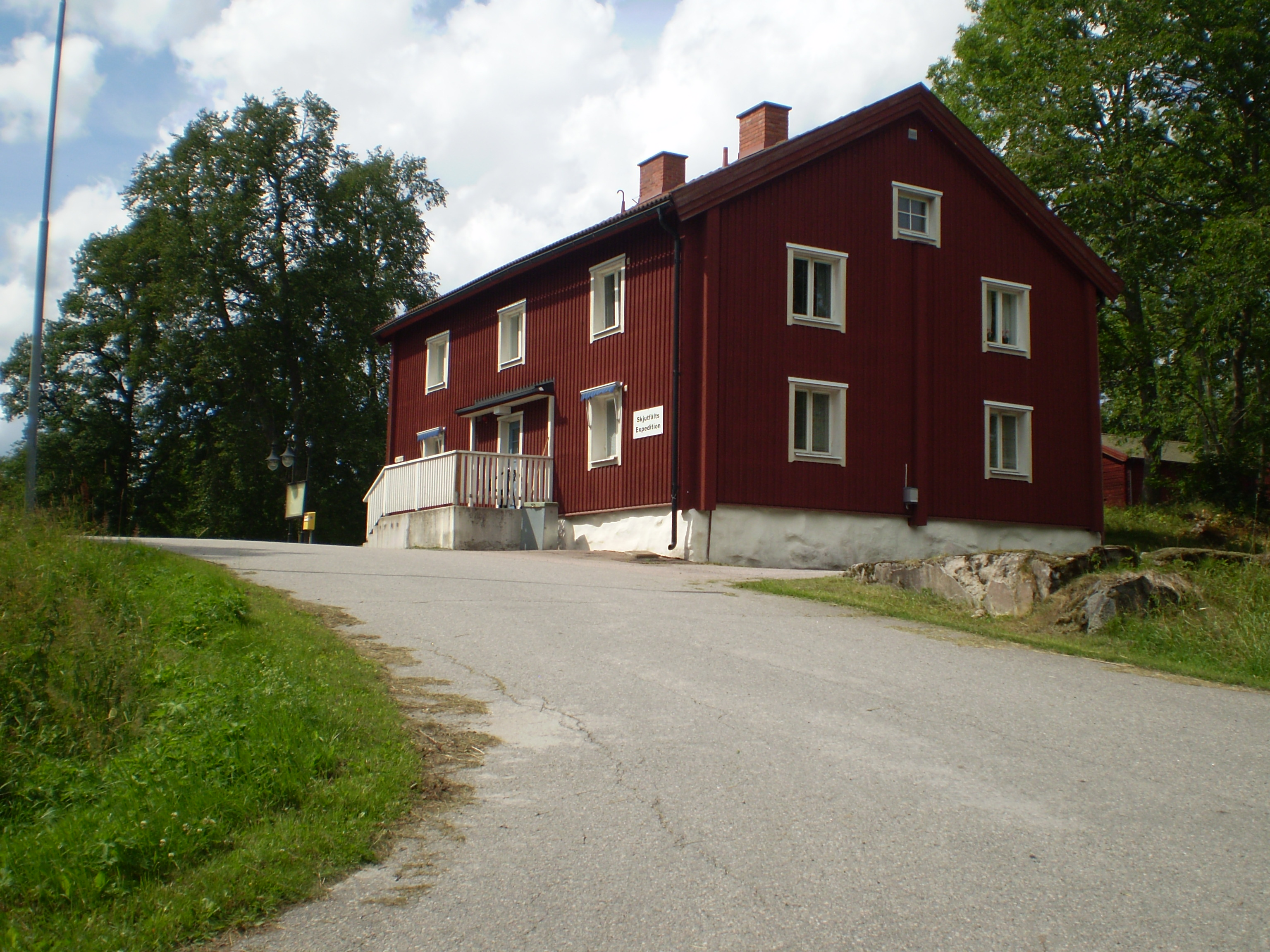
Skjutfältsexpedition
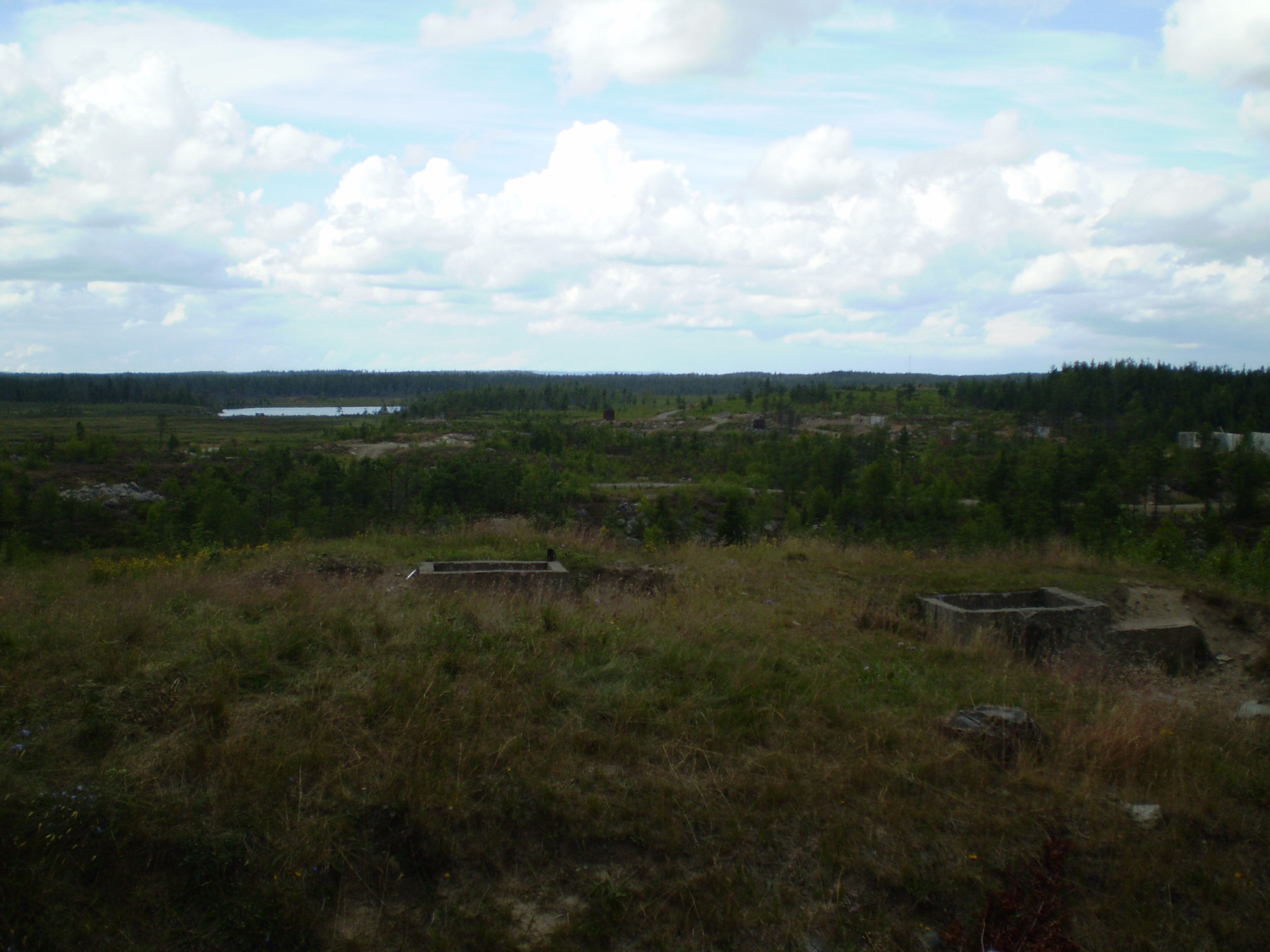
Vy över Villingsbergs skjutfält sett från skjutplats vid Generalshöjden
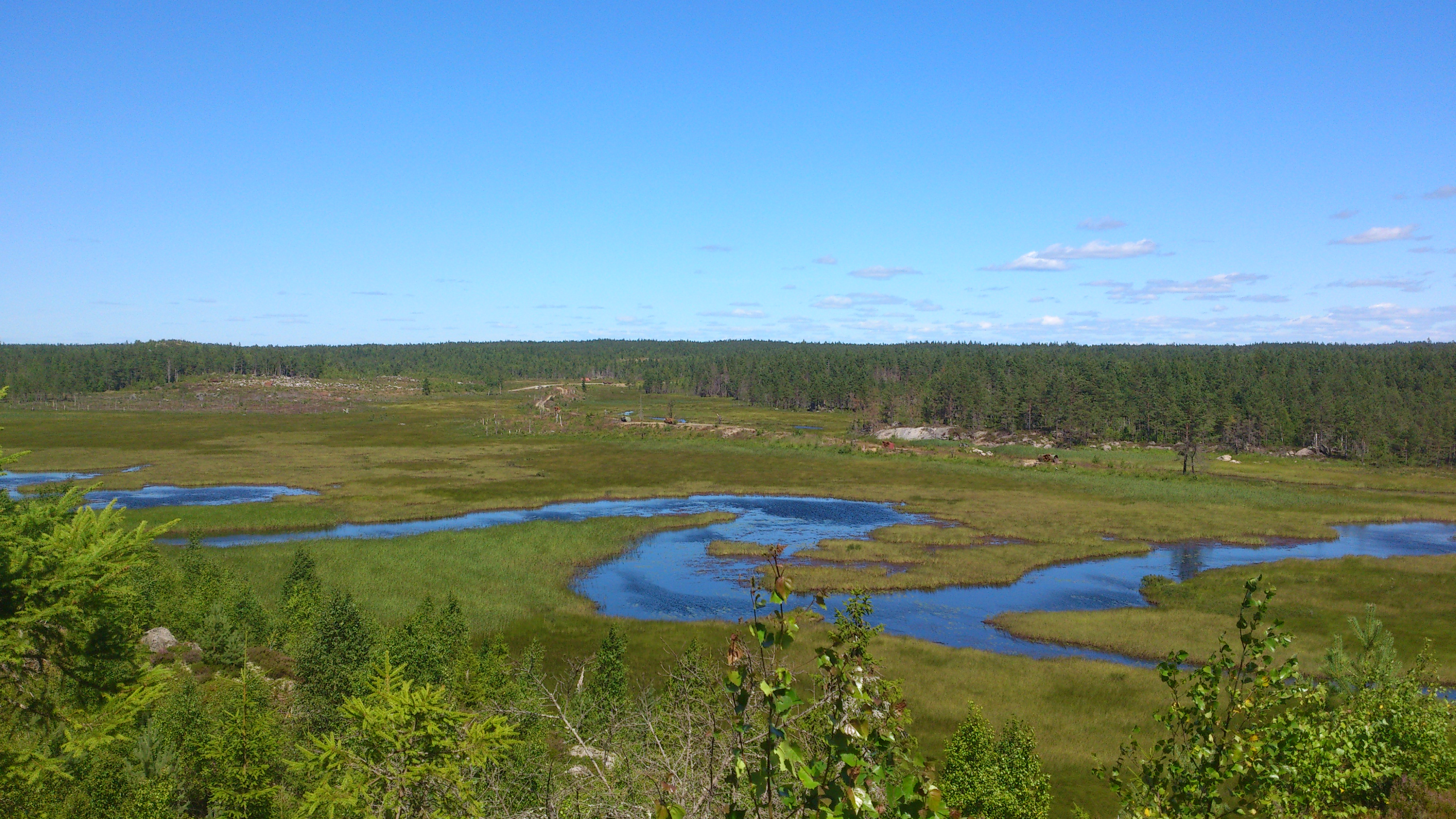
Vy över Villingsbergs skjutfält sett från skjutplats vid Kärmen
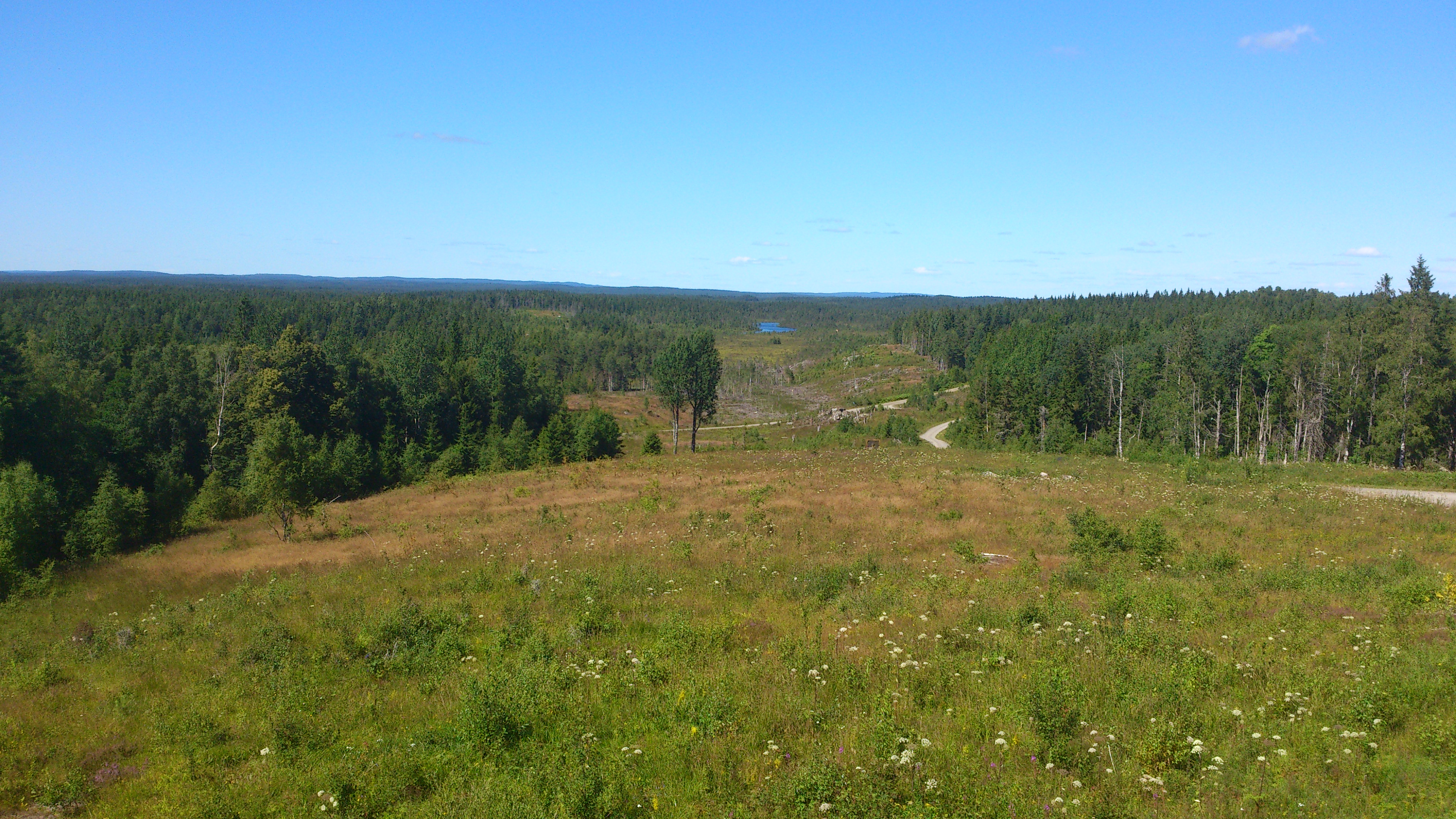
Vy över Villingsbergs skjutfält sett från skjutplats vid Berga